# أوليفر لويس (عازف كمان)
أوليفر لويس (بالإنجليزية: Oliver Lewis)‏ هو عازف كمان بريطاني، ولد في 12 مايو 1971 في لندن في المملكة المتحدة.